# Џејмстаун (Индијана)
Џејмстаун (енгл. Jamestown) град је у америчкој савезној држави Индијана.

## Демографија
По попису из 2010. године број становника је 958, што је 72 (8,1%) становника више него 2000. године.
| Група             | 2000.       | 2010.       |
| Белци             | 878 (99,1%) | 941 (98,2%) |
| Афроамериканци    | 2 (0,2%)    | 0 (0,0%)    |
| Азијати           | 0 (0,0%)    | 5 (0,5%)    |
| Хиспаноамериканци | 5 (0,6%)    | 7 (0,7%)    |
| Укупно            | 886         | 958         |